# Franjo Iveković
Franjo Iveković, hrvaški filolog, jezikoslovec in akademik, * 1834, Klanjec, † 1914, Zagreb.
Iveković je bil profesor orientalskih jezikov in biblijske eksegeze na Teološki fakulteti v Zagrebu.
1910 je izdal Riječnik hrvatskog jezika v dveh zvezkih.
Bil je častni član Jugoslovanske akademije znanosti in umetnosti.